# Léon Canivet
Léon-Louis Canivet (1863-1957) was een 19e-eeuwse Franse kunstschilder, geboren in Parijs.
Hij was een kleinmeester gespecialiseerd in het realistische landschap en het stadsgezicht. Hij stelde enkele keren tentoon in de Salon des Indépendants in Parijs en in de Salons in Lyon. 
Rond 1891 woonde hij aan Boulevard Ornano 16 in Parijs, rond 1901 aan 19 Villa d'Alesia IIIter, ook in Parijs.
Het Kunstmuseum aan Zee (Mu.ZEE) in Oostende heeft een schilderij van Canivet in bezit, Handelsdokken in Oostende (1876).

## Tentoonstellingen
- 1891, Parijs, Salon des Indépendants : "Onder een boog van de brug van Port-Royal in Parijs", "Maansopgang in de vallei van de Chevreuse. September", "Ochtend aan de oever van de Yvette, in Orsay".
- 1901, Lyon, Salon : "De Seine in de wijk 'Vieux Paris' op de Wereldtentoonstelling" en "Place de Breteuil te Parijs"